# Ziemgor

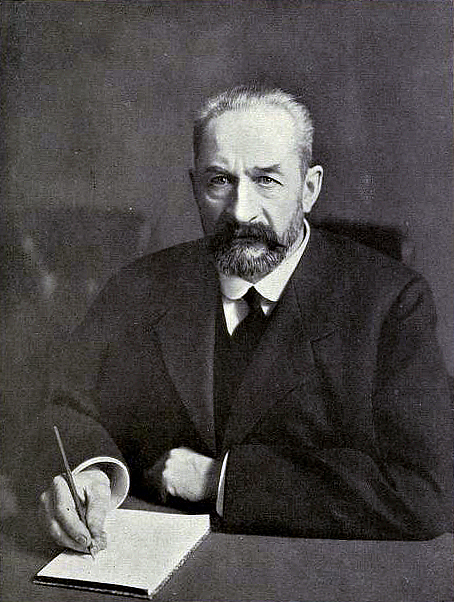
Gieorgij Lwow – współprzewodniczący Ziemgoru

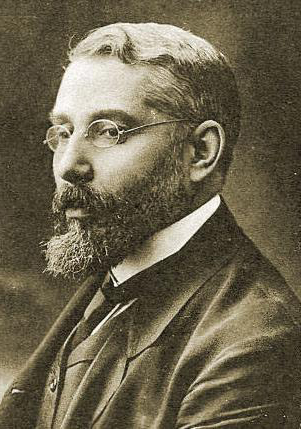
Michaił Czełnokow – współprzewodniczący Ziemgoru

Ziemgor, Wszechrosyjski Związek Ziemstw i Miast, ros. Земгор (akronim od: Главный по снабжению армии комитет Всероссийских земского и городского союзов)  - ogólnokrajowe zrzeszenie wybieralnych organów samorządowych Imperium Rosyjskiego – ziemstw i dum miejskich powołane 10 lipca?/23 lipca 1915  jako wspólny komitet utworzonych w 1914: Wszechrosyjskiego Związku Ziemstw i Wszechrosyjskiego Związku Miast, dla pomocy inwalidom i uchodźcom I wojny światowej, a także pomocy władzom państwowym w kierowaniu wysiłkiem wojennym przez organizację dostaw broni, sprzętu i ekwipunku wojskowego dla armii rosyjskiej.  Współprzewodniczącymi Ziemgoru byli  ks. Gieorgij Lwow (Związek Ziemstw) i  burmistrz Moskwy Michaił Czełnokow (Związek Miast).
Po klęsce armii rosyjskiej w  bitwie pod Gorlicami w maju 1915 i wyparciu jej przez wojska niemieckie i  austro-węgierskie z większości zajętej we wrześniu 1914 Galicji rząd carski, który w przeszłości zakazywał ogólnokrajowych zrzeszeń organów samorządowych, zgodził się na powołanie ogólnopaństwowej reprezentacji ziemstw i  dum (rad) miejskich, dla wsparcia wysiłku wojennego państwa i pomocy uchodźcom, inwalidom i rzeszom ewakuowanej w głąb Rosji ludności cywilnej.
Ziemgor zbudował aparat złożony z wolontariuszy i pracowników etatowych zajmujących się działalnością humanitarną w głębi kraju i na zapleczu frontu. Jednocześnie Ziemgor organizował małych i średnich przedsiębiorców dla potrzeb realizacji zamówień dostaw wojskowych, podziału i koordynacji zamówień i dostaw.  Był zorganizowany na zasadzie terytorialnej: komitetowi krajowemu były podporządkowane komitety gubernialne, powiatowe i miejskie. Do marca 1917 w Imperium Rosyjskim w miastach gubernialnych i powiatowych powołano 273 komitety Ziemgoru. Przy sztabach frontów armii rosyjskiej istniały odrębne komitety podporządkowane komitetowi głównemu, kierowane przez jego pełnomocników.
Politycznie związany z utworzonym w sierpniu 1915 liberalnym Blokiem Postępowym (oktiabryści i kadeci),  w 1916 działacze Ziemgoru byli zaangażowani w działania zmierzające do obalenia samodzierżawia i wprowadzenie monarchii konstytucyjnej w  Rosji.  Po rewolucji lutowej i obaleniu caratu Gieorgij Lwow został pierwszym premierem Rządu Tymczasowego  a wielu działaczy Ziemgoru uczestniczyło w tworzeniu demokratycznych władz i struktur tego okresu. Struktura Ziemgoru była wsparciem dla Rządu Tymczasowego w okresie jego istnienia.
Po przewrocie bolszewickim formalnie rozwiązany 27 marca 1918 przez władze sowieckie (postanowieniem WSNCh).
Organami prasowymi Ziemgoru były: od września 1915 do stycznia 1917 - Известия Гл. к-та по снабжению армии, od kwietnia 1917 do marca 1918 - pismo Земгор.